# American Idol
American Idol — реаліті-шоу на телеканалі Fox в США, що базується на популярному британському шоу Pop Idol. Тематика телепередачі полягає у змаганні за звання найкращого дебютного виконавця США.

## Переможці
- 1 сезон: Келлі Кларксон
- 2 сезон: Рубен Стаддард
- 3 сезон: Фантейжа Барріно
- 4 сезон: Керрі Андервуд
- 5 сезон: Тейлор Гікс
- 6 сезон: Джордін Спаркс
- 7 сезон: Девід Кук
- 8 сезон: Кріс Аллен
- 9 сезон: Лі Девайз
- 10 сезон: Скотті Маккріері

## Сезони

### Сезон 1
Перший сезон проходив з 11 червня по 4 вересня 2002 року. Переможницею стала Келлі Кларксон. Друге місце зайняв Джастін Гуаріні.

### Сезон 2
Перший сезон проходив з 21 січня по 21 травня 2003 року. Переможцем став Рубен Стаддард. Друге місце зайняв Клей Ейкен.

### Сезон 3
Перший сезон проходив з 19 січня по 26 травня 2004 року. Переможницею стала Фантейжа Барріно. Друге місце зайняла Діана Дегармо.

### Сезон 4
Перший сезон проходив з 18 січня по 25 травня 2005 року. Переможницею стала Керрі Андервуд. Друге місце зайняв Бо Байс.

### Сезон 5
Перший сезон проходив з 17 січня по 24 травня 2006 року. Переможцем став Тейлор Гікс. Друге місце зайняла Кетрін МакФі.

### Сезон 6
Перший сезон проходив з 16 січня по 23 травня 2007 року. Переможницею стала Джордін Спаркс. Друге місце зайняла Блейк Льюїс.

### Сезон 7
Перший сезон проходив з 15 січня по 21 травня 2008 року. Переможцем став Девід Кук. Друге місце зайняв Девід Арчулета.

### Сезон 8
Перший сезон проходив з 14 січня по 20 травня 2009 року. Переможцем став Кріс Аллен. Друге місце зайняв Адам Ламберт.

### Сезон 9
Перший сезон проходив з 12 січня по 26 травня 2010 року. Переможцем став Лі Девайз. Друге місце зайняла Крістал Баверсокс.

### Сезон 10
Перший сезон проходив з 19 січня по 25 травня 2011 року. Переможцем став Скотті Маккріері. Друге місце зайняла Лорен Елена.